# Indépendance (logique mathématique)
Pour les articles homonymes, voir Indépendance.
En logique mathématique, l'indépendance se réfère à la non-prouvabilité d'une proposition relativement à d'autres propositions.
Une proposition σ est indépendante d'une théorie de premier ordre donnée T, si T ne prouve pas σ; à savoir, il est impossible de prouver σ à partir de T, et il est également impossible de prouver à partir de T que σ est faux. Parfois, σ est dit être indécidable de T; à ne pas confondre à la « décidabilité », du problème de décision.
Une théorie T est indépendante si chaque axiome présent dans T n'est pas prouvable à partir des autres axiomes de T. Une théorie pour laquelle il existe un ensemble indépendant d'axiomes est dit indépendamment axiomatisable

## Applications en physique théorique
Depuis 2000, l'indépendance logique s'est vu attribuer une importance cruciale vis-à-vis des Fondements de la Physique,.